# كريستين ماير (فيزيائية)
كريستين ماير (بالدنماركية: Kirstine Meyer)‏ هي فيزيائية دنماركية، ولدت في 12 أكتوبر 1861، وتوفيت في 28 سبتمبر 1941 في هليرب ‏ في الدنمارك.